# Мечислав Кош
Мечислав Кош (на полски Mieczysław Kosz) – полски пианист и джаз композитор, роден на 10 февруари 1944 в Антонувка близо до Томашов Любелски, починал на  31 май 1973 във Варшава; възпитаник на средното музикално училище, който оказва значително влияние върху полската джаз школа. 

## Биография
Вследствие на прогресиращ още от детството му заболяване на дванадесет годишна възраст ослепява. Стилът му обединява джаз пианистиката с традициите на романтичната музика и характерни мелодийни препратки към полския фолклор. По отношение на стила той е сравняван с Бил Евънс, с когото споделя сходно отношение към формата и мелодията. През 1967 прави първите си записи за Полското радио. Тези записи предизвикват по-широк интерес към изкуството на слепия пианист. Сътрудничество с известни музиканти като Чеслав Бартковски (Czesław Bartkowski), Яцек Осташевски (Jacek Ostaszewski), Бронислав Сухарек (Bronisław Suchanek), Януш Стефански (Janusz Stefanński) и Ян ‚Пташин‘ Врублевски (Jan ‘Ptaszyn’ Wróblewski,) участието във фестивалите Jazz Jamboree и Jazz nad Odrą и наградите в чуждестранни конкурси (Виена, Мьонхенгладбах, Монтрьо) му осигуряват признанието на джаз общността и на слушателите.
Загива трагично, падайки от прозореца на апартамента си. Съществува хипотеза, че става дума за самоубийство. Погребан е в село Тарнаватка (край пътя Замошч – Томашов Любелски).
Името на пианиста носи сдружението Замойски джаз клуб „Мечислав Кош“ в Замошч. Паметта му е почетена от джаз групата RGG Trio, която му посвещава плочата Unfinished Story – Remembering Kosz (Ecnalubma Records, 2007).
На 18 октомври 2019 е премиерата на полския игрален филм „Икар. Легендата за Метек Кош“ с режисьор Мачей Пепшица и Давид Огродник в главната роля. За създаването на филма Мачей Пепшица е вдъхновен от книгата на Кшищоф карпински от 1990 „Само тъгата е красива. Историята на Мечислав Кош"(ново допълнено издание със същото заглавие излиза през 2019. През октомври 2019 излиза и книга, чийто автор е режисьора на филма. Тя е вдъхновена от живота на музиканта и представя неговата биография от интимна първолична перспектива, съсредоточавайки се върху чувствата и впечатленията, които би могъл да сподели самия Кош, ако не го бе покосила трагичната смърт. 

## Дискография
New Faces in Polish Jazz (Jazz Jamboree ’69) – Muza 1969
Reminiscence – Muza 1971
Mieczysław Kosz Trio vol.1–2 – PolJaz PSJ 1975
The Complete Recordings vol.1–2 – Polonia Records
Explastation Randers Audio vol.1–3 – Polonia PSJ